# 10807 Uggarde
10807 Uggarde eller 1993 FT4 är en asteroid i huvudbältet som upptäcktes den 17 mars 1993 av UESAC vid La Silla-observatoriet. Den är uppkallad efter Uggarde rojr på Gotland.
Asteroiden har en diameter på ungefär 13 kilometer och den tillhör asteroidgruppen Themis.